# Ingrid Meyer-Runkel
Ingrid Meyer-Runkel, geborene Ingrid Runkel (* 1939) ist eine deutsche Pfarrerin. Am 25. Januar 1970 wurde sie die erste Pastorin einer Gemeinde innerhalb der evangelisch-reformierten Kirche.

## Leben
Ingrid Meyer-Runkel begann in den 1960er Jahren, Theologie zu studieren. 1965 war sie die erste Studentin, die innerhalb der Evangelisch-reformierten Kirche eine theologische Prüfung ablegte. Erst 1969 wurde innerhalb der evangelisch-reformierten Kirche mit der Verabschiedung eines Pastorinnengesetzes die Beschäftigung von Frauen in einem vollen Pfarramt möglich. Nach ihrem Studium bewarb sie sich in der Grafschaft Bentheim auf eine vakante Pfarrstelle, wurde aber vom Gemeinderat abgelehnt, obwohl es außer ihr keine anderen Bewerber für die Stelle gab. Schließlich bewarb sie sich mit ihrem Mann um die Pfarrstelle in Grimersum. Beide hatten zu der Zeit bereits einen gemeinsamen Sohn. In Grimersum erhielt sie mit nur einer Gegenstimme die nötige Mehrheit unter den Gemeindemitgliedern. Schließlich erhielt ihr Mann die Pfarrstelle in Grimersum, sie die im benachbarten Wirdum. Am 25. Januar 1970 wurde sie in ihr Amt eingeführt. 1971 war sie eine der ersten beiden Frauen in der Synode. Der 50. Jahrestag ihrer Amtseinführung wurde mit einem Erinnerungsgottesdienst in der Großen Kirche in Leer  begangen.